# Sason maculatum
Sason maculatum är en spindelart som först beskrevs av Roewer 1963.  Sason maculatum ingår i släktet Sason och familjen Barychelidae. Inga underarter finns listade i Catalogue of Life.